# جونکو میناگاوا

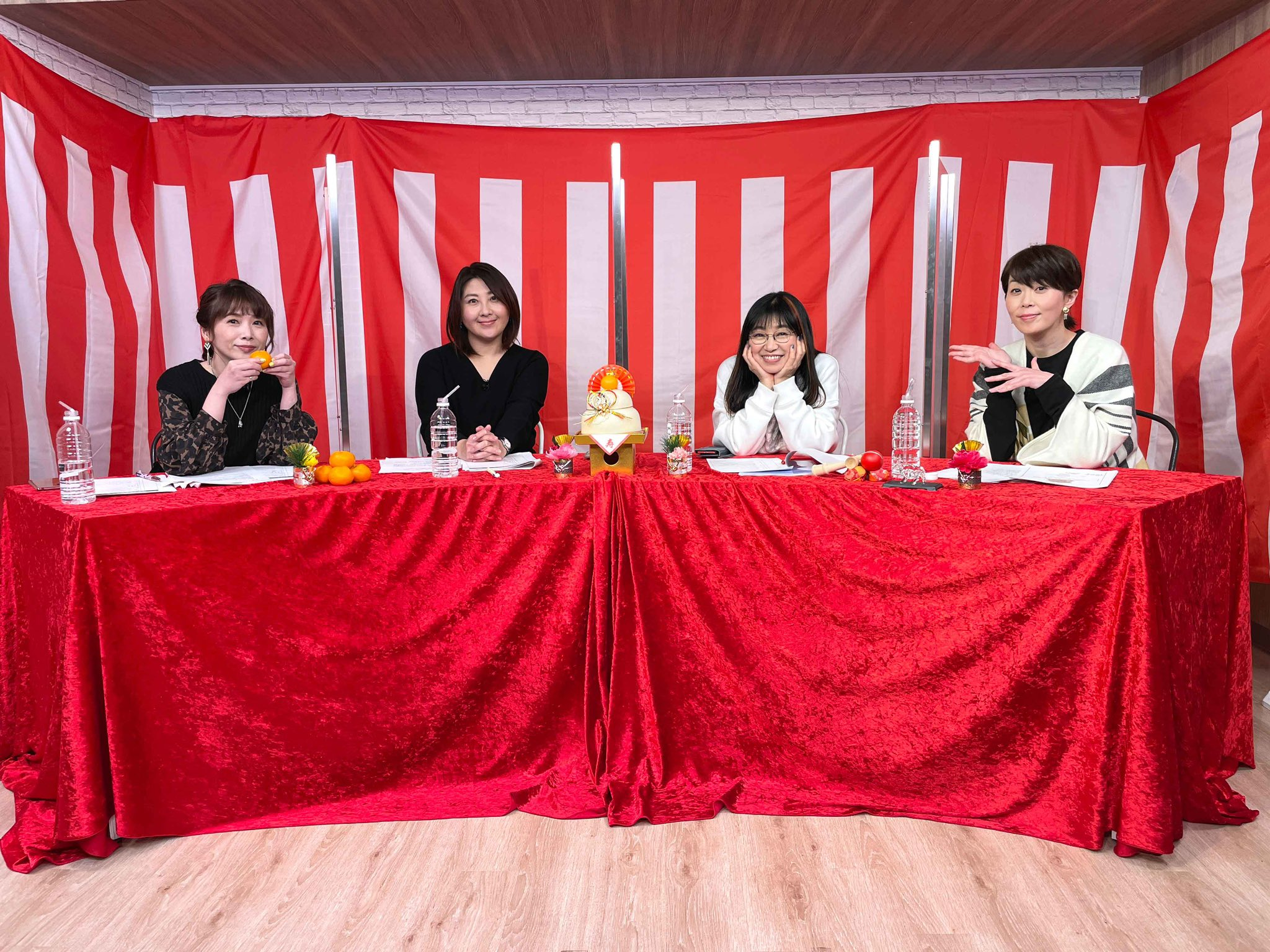
جونکو میناگاوا

جونکو میناگاوا (انگلیسی: Junko Minagawa; November 22 – ) صداپیشه اهل ژاپن بود. وی از سال ۲۰۰۱ میلادی تاکنون مشغول فعالیت بوده‌است.